# Diastanillus pecuarius
Diastanillus pecuarius là một loài nhện trong họ Linyphiidae. Chúng được Eugène Simon miêu tả năm 1884 và được tìm thấy ở Áo, Pháp, và Na Uy.